# Polygonum popovii
Polygonum popovii är en slideväxtart som beskrevs av A.E. Borodina. Polygonum popovii ingår i släktet trampörter, och familjen slideväxter. Inga underarter finns listade i Catalogue of Life.